# Muurla
Muurla è stato un comune finlandese di 1 441 abitanti, situato nella regione del Varsinais-Suomi. Il comune è stato soppresso nel 2009.